# ローマ・トラステヴェレ駅
ローマ・トラステヴェレ駅(Roma Trastevere)は当初は今より少し中心部に近い現在のイッポーリト・ニエーヴォ広場（現在はFSの実験機関が置かれている）に位置していた。1911年5月11日に後退し（ただし古い駅は1950年まで貨物や整備車両用に引き続き使われていた）、現在はトラステヴェレ地区の端、マルコーニ地区とポルトゥエンセ区とに接した場所にある。
ローマ - フィウミチーノ空港線とローマ - ピサ線との合流点に位置する。
最近ではフェッロヴィーエ・デッロ・スタート・グループの「チェントスタツィオーニ」社内で駅の機能拡大が行われていて、まだ完全には内部の修復が終わっていない。
州内路線FL1, FL3, FL5の乗換駅で、ローマ地下鉄D線（企画中）も予定されている。チントゥーラ・ノルドと呼ばれる環状鉄道が完成すると、周回都市鉄道路線の営業にともなう列車が止まることとなる（2010年か2011年を予定）。

## 路線
2014年冬ダイヤでの、平日昼間の主な運行路線及び発着頻度は次の通り
 ローマ近郊鉄道FL1線
フィウミチーノ空港行き（15分毎）， ファーラ・イン・サビーナ方面行き（15分毎）
 ローマ近郊鉄道FL3線
チェザーノ方面行き（15分毎）
 ローマ近郊鉄道FL5線
チヴィタヴェッキア行き（30分毎）
その他、ローマ・オスティエンセ駅やローマ・テルミニ駅行きも上記の列車の市内方向戻り便などで15分毎程度に運行されている。

## 乗換駅
TRAM ATAC トラム トラステヴェレ停留所
3系統 Piazza Thorvaldsen行き
8系統 ヴェネツィア広場行き，Via del Casaletto行き
BUS ATAC 市内バス
2025年現在、この停留所が始発の運行系統は, 平日H系統, 平日N8系統, 平日96系統, 平日170系統, 平日228系統, 平日719系統, 平日N719系統,平日766系統, 平日773系統, 平日774系統, 平日775系統,平日780系統, 平日781系統, 平日N781系統,平日786系統, 平日786F系統, 平日871系統,